# Acero A36
El acero A36 es una aleación de acero al carbono de propósito general muy comúnmente usado en los Estados Unidos, aunque existen muchos otros aceros, superiores en resistencia, cuya demanda está creciendo rápidamente.
La denominación A36 fue establecida por la ASTM (American Society for Testing and Materials).

## Usos
Se utiliza para aplicaciones estructurales. 

### Formas
El acero A36 se produce en una amplia variedad de formas, que incluyen:
- Planchas
- Perfiles estructurales
- Tubos
- Barras
- Láminas
- Platinas, ángulos laminados y doblados

Para obtener información adicional vea Acero laminado.